# 云南萝芙木
云南萝芙木（学名：Rauvolfia yunnanensis）为夹竹桃科萝芙木属的植物。分布在中国大陆的广西、云南、贵州等地，生长于海拔900米至1,300米的地区，一般生长在山地密林荫处、山地灌木丛中及溪旁湿润肥沃地方，目前尚未由人工引种栽培。
其种加词 yunnanensis 意为“云南的”。
现接受名为萝芙木（Rauvolfia verticillata (Lour.) Baill., 1888）。

## 别名
勒毒、辣多（傣语）